# Mohamed Ben Mouza
Mohamed Ben Moussa (5 aprile 1954) è un ex calciatore tunisino, di ruolo attaccante.